# 아우렐리아누스
루키우스 도미티우스 아우렐리아누스(라틴어:Lucius Domitius Aurelianus, 영어: Aurelian, 214년 9월 9일 ~ 275년, 재위 270년~275년)는 로마 제국의 황제이다. 발칸 지방 출신으로서, 발레리아누스 황제에 의해 등용되었다. 선배이자 선제인 클라우디우스 고티쿠스가 전염병으로 병사하고 그 후임으로서 퀸틸루스가 원로원에 의해 황제로 추대되자 군대에 의해 황제로 추대되었으며, 원로원이 이를 승인하고 퀸틸루스가 자결하자 단독 황제가 되었다.
재위 초반에 반달족이 중부 이탈리아의 파노까지 쳐들어오자, 메타우로강 하구 일대와 파비아에서 그들을 격파하여 전멸시켰고,알레만니 족의 침입과 고트족의 침입을 격퇴시키며 로마로 돌아와 통화 개혁을 실시하여 세스테르티우스 동화를 폐지하였다. 그는 페르시아의 중무장 창기병, 팔미라의 궁기병을 모방해서 기병대를 강화하고, 다누비우스 방위선을 강화한 후에 제노비아의 팔미라 제국과 서쪽 테트리쿠스의 갈리아 제국을 무너뜨리고, 짧은 치세 동안에 제국 재통일을 실현했다.
그러나 그가 로마 시에 새 방벽(아우렐리아누스 방벽)을 세운 것은, 재통일된 제국이 옛날의 강성함을 잃어버린 것을 뜻하는 것이다. 아우렐리아누스는 시리아 에메사의 태양신을 믿어 로마에 태양신의 신전을 세우고, 황제는 신의 대리인이며, 신에 의하여 선택된다고 생각하였고 275년 사산조 페르시아 원정 중 페린투스에서 비서 에로스와 그가 끌어들인 근위대 장교들에게 암살당했다. 그의 사후 5개월 만에야 원로원에 의해 늙은 원로원 의원 마르쿠스 클라우디우스 타키투스가 황제로 즉위하였다.